# Schnettkerbrücke
Die Schnettkerbrücke ist eine Autobahnbrücke über das Emschertal in Dortmund. Die Brücke ergänzt den  Rheinlanddamm, auf dem im Westen des Stadtgebiets die Bundesstraße 1 verläuft. Die Schnettkerbrücke ist Teil des zur  Bundesautobahn 40 umgewidmeten Abschnitts der B1.

## Lage und Geschichte

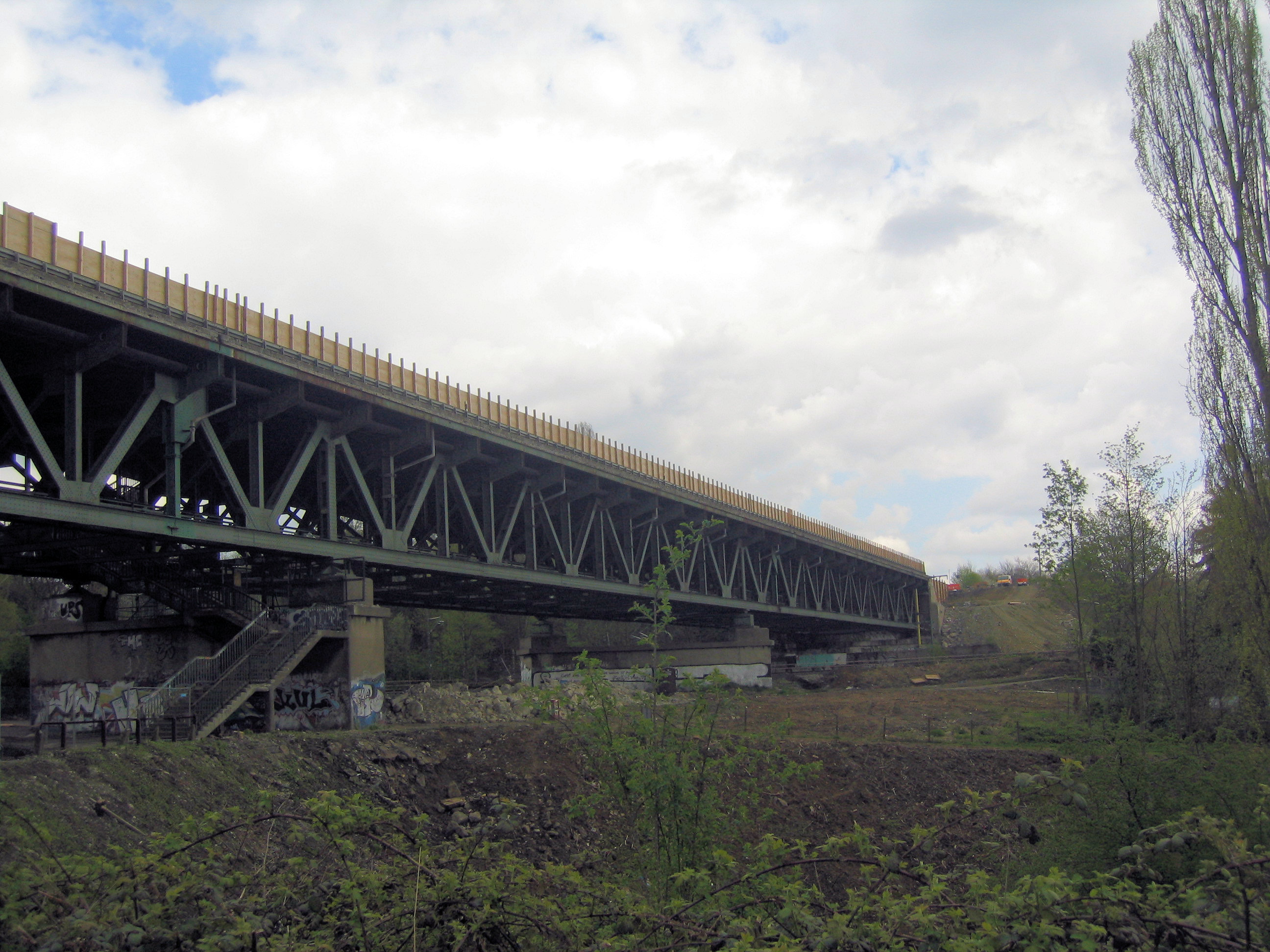
Die alte Schnettkerbrücke (2006)

Die Schnettkerbrücke liegt am Westrand der Dortmunder Innenstadt und verbindet den Westhang des Dortmunder Rückens zum Tal der Emscher mit den nördlichen Ausläufern des Ardeygebirges im Südwesten des Stadtgebiets. Sie überspannt neben der Emscher zwei Bahnstrecken, die 1848 eröffnete Bahnstrecke Elberfeld–Dortmund westlich und die 10 Jahre jüngere Bahnstrecke Dortmund–Soest östlich der Emscher, die Güterzugstrecke Dortmunderfeld–Hörde und ein Bahnhofs-Anschlussgleis der Fa. Rothe Erde, insgesamt sieben in Betrieb befindliche Gleise, außerdem die beiden stillgelegten Gleise der ehemaligen Güterzugstrecke Dortmunderfeld–Witten. Zudem existierte von 1929 bis 2006 knapp östlich der Brücke eine Abzweigstelle mit dem Namen „Schnettkerbrücke“.
Mit dem Bau der ersten Brücke wurde vor dem Ersten Weltkrieg begonnen; allerdings wurde sie nicht fertiggestellt. Benannt wurde sie als „Brücke über das Schnettkertal“ nach dem ehemaligen Hof Am Schnettker auf dem Grundstück Baroper Straße 171 nahe der damaligen Einmündung des Leierwegs, einem Kotten, der auf den Obstbauern Friedrich Schnettker zurückging.
1931 wurde die Brücke als genietete Stahlfachwerkkonstruktion neu errichtet. Die vierspurige, etwa 310 m lange Brücke wurde 1946 auf der Nordseite um einen Geh- und Radweg ergänzt, der seit 1969 eine besondere Bedeutung als wichtige Verbindung von der Dortmunder Innenstadt zur Technischen Universität Dortmund hat. Ferner war von diesem Weg aus über eine Treppe auch die direkt unterhalb der Brücke zwischen den Bahnstrecken liegende Kleingartenanlage zu Fuß erreichbar. Auch der südliche Brückenteil erhielt einen Fuß- und Radweg. Ein Abgang nach unten war/ist sowohl bei der alten als auch der neuen Brücke nur über den nördlichen Fuß- und Radweg möglich.
Beim Ausbau des Ruhrschnellwegs 1957 wurde die Brücke beidseitig um etwa 2,50 m auf der gesamten Länge verbreitert. Die vorhandene Betonfahrbahn wurde durch eine Leichtfahrbahn (orthotrope Platte) ersetzt und die Tragkonstruktion für die Brückenklasse 60 verstärkt. Diese Konstruktion konnte die im Jahr 2005 auf ca. 80.000 Fahrzeuge am Tag angestiegene und weiter wachsende Verkehrslast nicht mehr aufnehmen.

## Abriss und Neubau

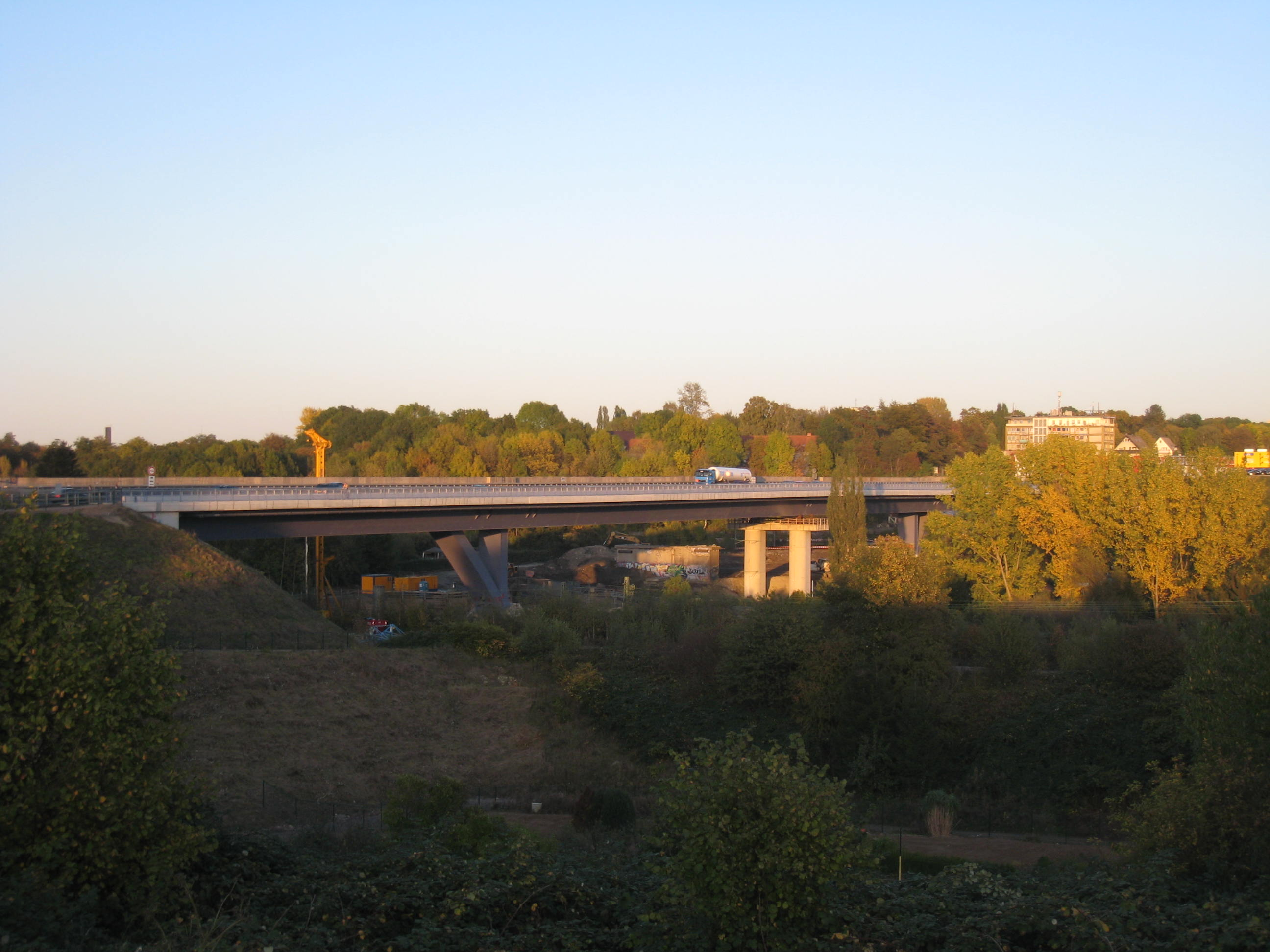
Der Neubau: die fertiggestellte Südseite mit Hilfsstütze 2009

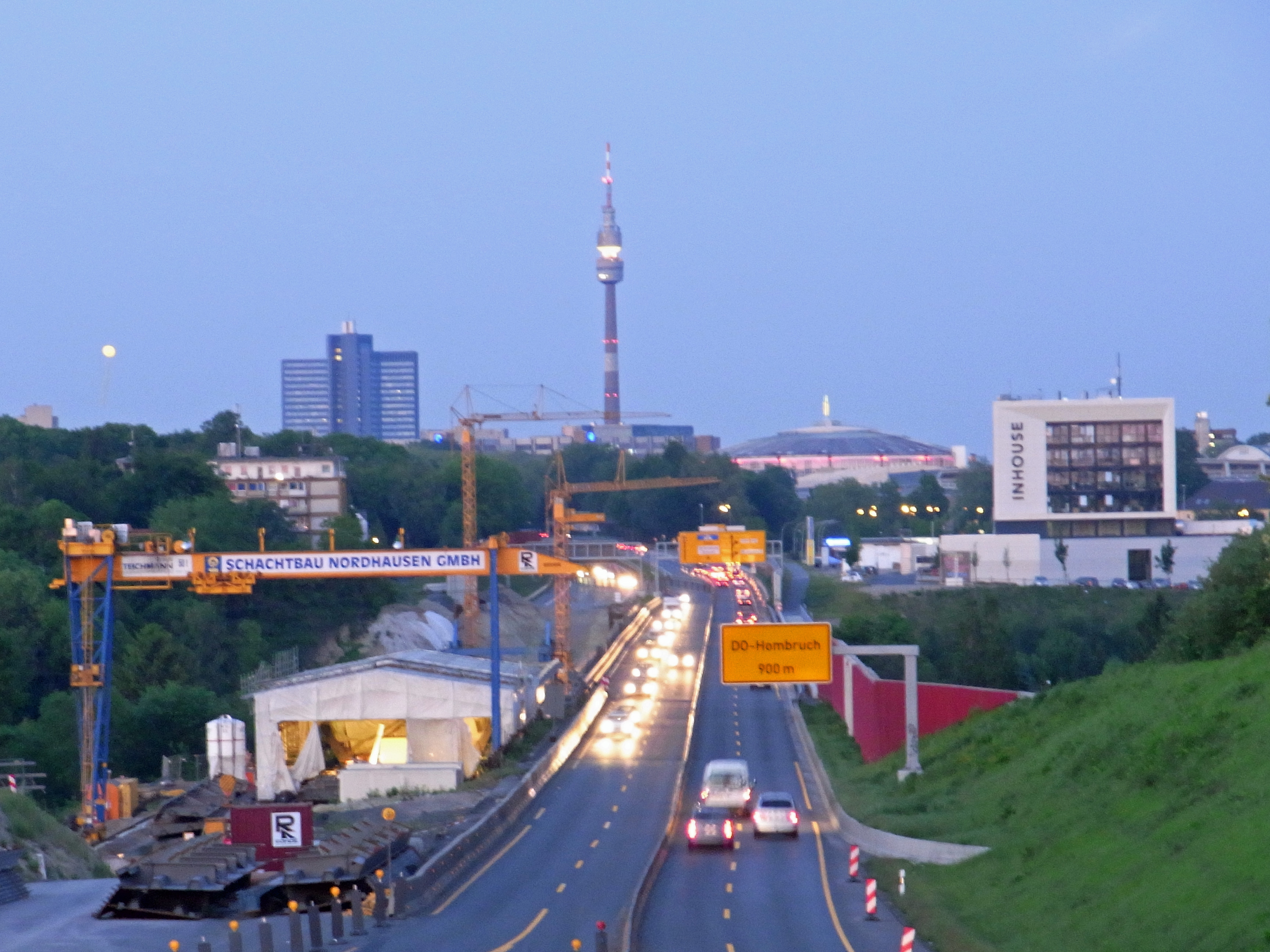
Der Neubau: Bauzustand 2010

Mit der Verbreiterung des Rheinlanddamms auf sechs Fahrspuren wurde die Brücke im laufenden Betrieb ab dem 9. September 2005 abgerissen und neu gebaut. Die einzelnen Stahlelemente der südlichen und der nördlichen Teilbrücke wurden auf einem Vormontageplatz westlich der Brücke neben der Straße zum Trogprofil montiert und dann per Taktschiebeverfahren abschnittsweise im Längsverschub über das Emschertal bis zum Widerlager bewegt. Anschließend wurden jeweils mittels Schalwagen die Fahrbahnplatten aufbetoniert, Versorgungsleitungen, Kanalisation und Leitungen für eine durch ein Glatteiswarnsystem gesteuerte Taumittelsprühanlage installiert und die Brückenkappe mit Geh- und Radweg angesetzt.
Zuerst wurde neben der alten Schnettkerbrücke der südliche Neubau errichtet. Im Winter 2005/2006 kam es zu erheblichen Verzögerungen, weil zur Gründung der Fundamente der Träger der Baugrund verdichtet werden musste und die Veränderung der Statik zusätzliche Stahllieferungen erforderte. Zusätzlich hielt ungünstige Witterung in diesem Winter die Gründungsarbeiten auf. Ende des Jahres 2007 überspannte das neue Stahlprofil das Emschertal. Nach Abschluss der Installations-, Betonier- und Asphaltierarbeiten wurde der Neubau am 1. September 2008 freigegeben. Eine Woche später wurde der Verkehr in beide Fahrtrichtungen auf jeweils zwei Fahrspuren über die neue Südbrücke geführt.
Im Anschluss wurde die alte Brücke auf der Nordseite abgerissen. Zwei von vier Abschnitten mussten per Hand mit Schweißbrennern abgebrochen werden, zusätzlich musste auf den Bahnverkehr Rücksicht genommen werden. Über den Gleisen konnten die Abbrucharbeiten nur nachts, etwa zwischen 0.30 Uhr und 3.00 Uhr vorgenommen werden. Dadurch benötigte der Abbruch ein Jahr mehr als vorgesehen. Der verbliebene Rest der alten Stahlfachwerkkonstruktion wurde in der Nacht zum 7. September 2009 gesprengt. An der Stelle der alten Brücke entstand ebenfalls ein Neubau mit drei Fahrspuren und einer Standspur, der den Verkehr in Fahrtrichtung Bochum aufnimmt. Der Stahlunterbau der Nordbrücke hatte Ende September 2010 das östliche Widerlager erreicht.
Beide Überbauten wurden schließlich durch Querstreben mit einem leuchtend karminrot lackierten Stahlbogen verbunden, der über acht Hängerstangen einen Teil der Lasten der Konstruktion aufnimmt und ableitet. Bis zur Fertigstellung des Bogens waren zusätzliche Hilfsstützen in der Mitte der Hauptöffnung erforderlich, wofür an der Nordbrücke das Auflager der alten Schnettkerbrücke genutzt wurde. Bei den Gründungsarbeiten der Fundamente der Bogenachsen im Sommer 2009 traten erneut erhebliche Probleme mit dem weichen Baugrund auf. In der Nacht zum 5. Mai 2011 wurden die Bogenfüße in ihre Positionen gebracht und auf ihre Fundamente montiert. Ende Mai 2011 waren die Verbindungsstreben an beide Brückenteile angeschweißt. Der Bogen wurde in der Nacht zum 7. Juli 2011 in fünf Einzelteilen auf Schwertransporten angeliefert und anschließend auf dem Vormontageplatz zusammengeschweißt, am 19. August 2011 auf Selbstfahrern zu seiner Position auf der Nordbrücke über der Hauptöffnung gebracht, bis zum 5. September 2011 mit den Hängern versehen und am 9. und 10. September lackiert. Am 11. September 2011 wurde er mittels einer eigens dafür entwickelten Hubvorrichtung aus sechs hydraulischen Pressen und einer in der Brückenplatte verankerten Führungsstange aufgerichtet und in den Nächten zum 15. und 16. September 2011 mit den Endsegmenten verschweißt. Die diffizilen Schweißarbeiten zum Verbinden der Hängerstangen mit den Querträgern der Brückenplatte wurden nach Vollsperrungen an fünf aufeinanderfolgenden Wochenenden am Morgen des 7. November 2011 abgeschlossen. Mit der Absenkung der Brückenkonstruktion um bis zu 30 cm hat der Bogen seine statische Funktion übernommen.
Mitte Januar 2012 waren die provisorischen Stützen zurückgebaut und der Radweg an der Nordseite inklusive eines Treppenturms zur Kleingartenanlage fertiggestellt.
Die abschließenden Arbeiten, der Bau eines Regenrückhaltebeckens am westlichen Fußpunkt des Bogens, das wegen Lieferproblemen bei den Glaselementen verzögerte Installieren der teilweise transparenten Lärmschutzwände und der Einbau von Schutzwänden am Mittelstreifen, wurden im Mai 2012 vollendet. Am 12. September 2011 begann der Einbau der Sprühköpfe der Taumittelsprühanlage in den Asphalt der Nordbrücke, am 11. Juni 2012 am südlichen Brückenteil. Im Herbst 2012 wurde die Anlage angeschlossen.
Der Gesamtneubau wurde schrittweise für den Straßenverkehr freigegeben. Zunächst wurde dieser weiterhin auf je zwei Fahrstreifen pro Fahrtrichtung geführt. Seit dem 24. März 2012 fließt der Verkehr in Richtung Bochum über den nördlichen Brückenteil.  Erst wurden hierfür die äußeren Fahrspuren genutzt. Mit Abschluss der Arbeiten am Mittelstreifen und einiger restlicher Erdarbeiten wurden am 14. April 2012 die inneren Fahrspuren freigegeben und die äußeren Spuren für die Montagearbeiten an den Lärmschutzwänden gesperrt. Anfang Mai 2012 waren die Elemente der Lärmschutzwände an der Nordseite installiert. Über einhundert für die Südseite und zum Schließen der Übergänge von der Strecke zur Brücke an den Brückenecken vorgesehene Aluminiumelemente wurden von Unbekannten zwischen dem 5. und dem 8. Mai 2012 entwendet, Ersatz konnte unverzüglich geliefert werden. Nach der Montage der südlichen Lärmschutzwand und den abschließenden Reinigungsarbeiten wurde die Baumaßnahme am 31. Mai 2012 offiziell freigegeben. Seitdem konnten die Fahrzeuge in beide Richtungen drei Fahrspuren nutzen. Nach einer letzten vorübergehenden Einschränkung auf zwei verengte Fahrstreifen in Fahrtrichtung Innenstadt wegen der Arbeiten an der Taumittelsprühanlage fließt der Verkehr seit dem 16. Juni 2012 ungehindert über die Brücke.

## Daten der neuen Schnettkerbrücke
Die neue Schnettkerbrücke ist ein zweiteiliges Vierfeld-Durchlaufträgerbauwerk in Stahlverbundbauweise, das im Bereich der Hauptöffnung als Mittelträger-Bogenbrücke mit in der Mitte liegender Fahrbahn ausgeführt ist. Die Brückentafel weist bei einer Gesamtbreite zwischen den Geländern von 41,60 m und einer Fläche von 13.228 m² eine Balkenhöhe von 3,80 m auf. Die Träger zu beiden Seiten der Hauptöffnung sind asymmetrisch V-förmige Hohlkasten-Stahlträger. Der Stahlbogen hat bei einem Radius von 89,70 m, einer Pfeilhöhe von 28,00 m und einem Stichmaß über der Fahrbahn von 15,98 m eine Spannweite von 132 m, seine Querschnittmaße betragen 1,80 m × 1,50 m. Die Hänger haben einen Durchmesser von 220 mm. Die südliche Brücke ist 328 m und die nördliche Brücke 308 m lang, die Felder westlich des Bogens je 68 m, östlich des Bogens an der Südbrücke 73 m und 55 m, an der Nordbrücke 59 m und 49 m weit.
Ausführende Firma für den gesamten Neubau war die Schachtbau Nordhausen GmbH. Die Ausführungsplanung der Unterbauten oblag dem Salzburger Büro MCC Dipl.-Ing. Cerin Consulting ZT GmbH. Die statische Prüfung wurde durch die Weyer Beratende Ingenieure im Bauwesen GmbH durchgeführt. Mit der Bauüberwachung waren EHS beratende Ingenieure für Bauwesen GmbH beauftragt.
Die Elemente der Stahlunterkonstruktion der Brücke, ein Volumen von ca. 4.000 t Stahl, wurden bei SAO „Kurganstalmost“ in Kurgan, Sibirien, gefertigt. Der 430 t schwere Stahlbogen stammt von der Schachtbau GmbH aus Nordhausen, die Hängerstangen wurden bei Anker Schroeder ASDO in Dortmund hergestellt. Insgesamt wurden 11.300 m³ Stahlbeton verbaut. Die Baukosten betrugen ca. 42 Millionen €.

## Sonstiges
Direkt westlich der Brücke entstand im Zuge der Baumaßnahme die neue Anschlussstelle 44 „DO-Barop“. Bereits vor Fertigstellung der Baumaßnahme wurde im Dezember 2009 die bisher als Bundesstraße 1 bezeichnete Straße vom Autobahnkreuz Dortmund-West über die Schnettkerbrücke bis zur Anschlussstelle 45 „Dortmund“ (L 660) zur Bundesautobahn 40 aufgewertet. Für den Umbau dieses 4 km langen Abschnitts wurden insgesamt Baukosten in Höhe von 99 Millionen € veranschlagt.
Bei den Arbeiten wurden Anfang 2009 versteinerte Überreste eines Raubsauriers aus der früheren Oberkreidezeit gefunden.